# منطقة الجمارك (حرض)

تعديل مصدري - تعديل

منطقة الجمارك هي إحدى قرى عزلة بني الحداد بمديرية حرض التابعة لمحافظة حجة، بلغ تعداد سكانها 283 نسمة حسب تعداد اليمن لعام 2004.